# Audax

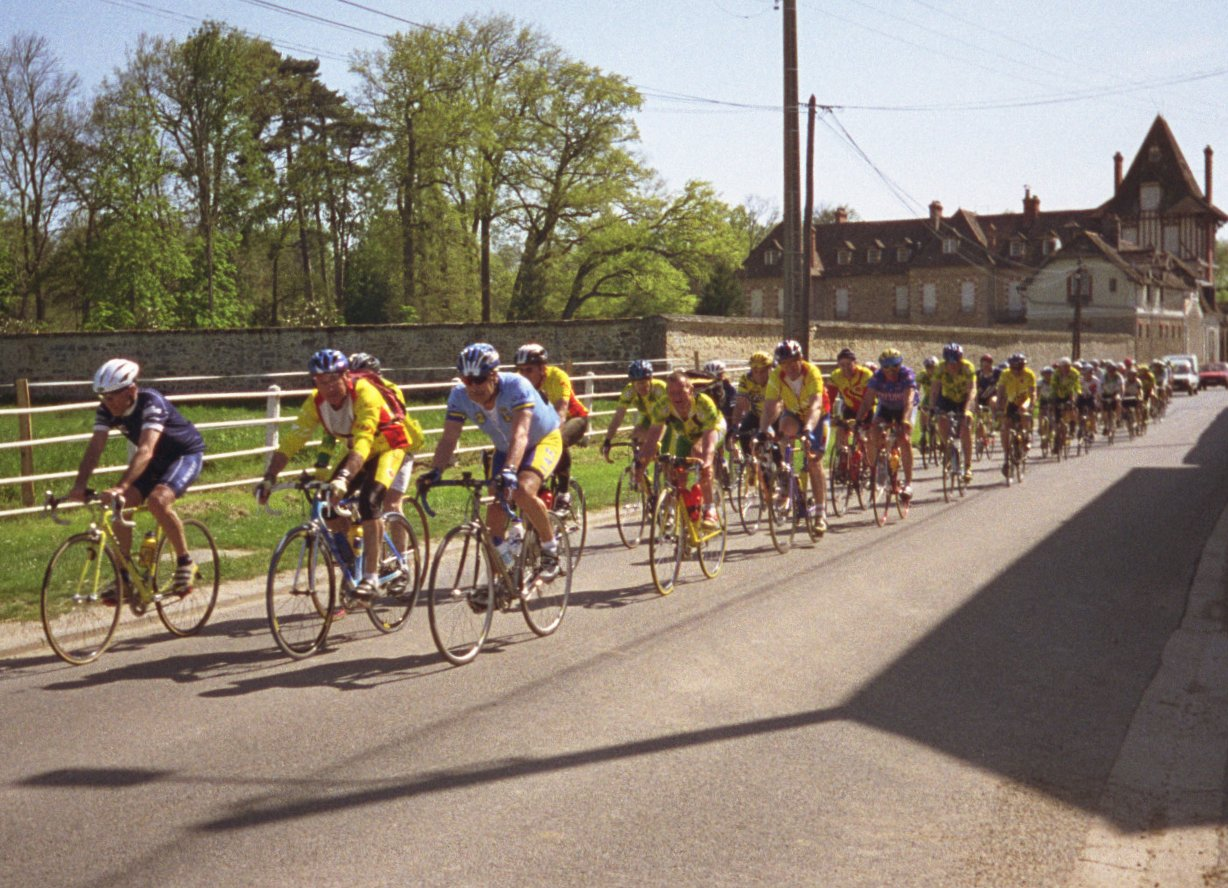
Audax, Francja, rok 2004

Audax, (z jęz. francuskiego, silny wytrwały), impreza rekreacyjno-sportowa polegająca na przejechaniu rowerem określonego dystansu w limicie czasowym. W Polsce zapoczątkowana przez PTTK. Najczęściej jest to jazda indywidualna na 200 km w limicie 12 godzin. Są też odmiany, np. 100 km w 6 h lub inne, np. wśród francuskich kolarzy amatorów preferowane są przejazdy grupowe z pilotem narzucającym tempo.